# Aston Webb
Aston Webb (22 mai 1849, Clapham, Londres – 21 août 1930, Kensington, Londres) est un architecte anglais actif pendant la fin du XIXe siècle et le début du XXe siècle. Il est également président de la Royal Academy de Londres de 1919 à 1924.

## Biographie
Fils d’Edward Webb, peintre (ancien élève de l’artiste David Cox), Aston Webb étudie l’architecture dans les entreprises de Robert Richardson Banks et Charles Barry Jr. de 1866 à 1871. Ensuite, il parcourt l’Europe et l’Asie pendant un an. Il retourne à Londres en 1874 pour monter son propre cabinet.
Au début des années 1880, il rejoint le Royal Institute of British Architects (RIBA) et travaille en partenariat avec Ingress Bell (en) (1836–1914). Leur premier projet majeur est un concours d’architecture pour la conception de la Victoria Law Courts de Birmingham (1886), le premier d’un grand nombre d’édifices publics que le binôme concevra pendant les 23 années suivantes. Vers la fin de sa carrière, Webb est assisté par ses deux fils Maurice et Philip.
Ralph Knott, qui créa le London County Hall, commença comme apprenti de Webb, exécutant les dessins pour les participations au concours d’architecture.

## Travaux notables
- Façade du Victoria and Albert Museum (1891)
- The Mall et l'Admiralty Arch (1910-1911)[3]
- Restauration de la façade du palais de Buckingham (1912)
- Éléments entourant la sculpture du Victoria Memorial (1912)
- Façade de la Royal School of Mines

## Distinctions et honneurs
- Compagnon de l'ordre du Bain (CB)
- Chevalier (Kt - 1904)[4]
- Chevalier grand-croix de l'ordre royal de Victoria (GCVO - 1925)[5]
- Membre de la Royal Academy (RA - 1903) et président de 1919 à 1924[6]